# Adam Hollanek

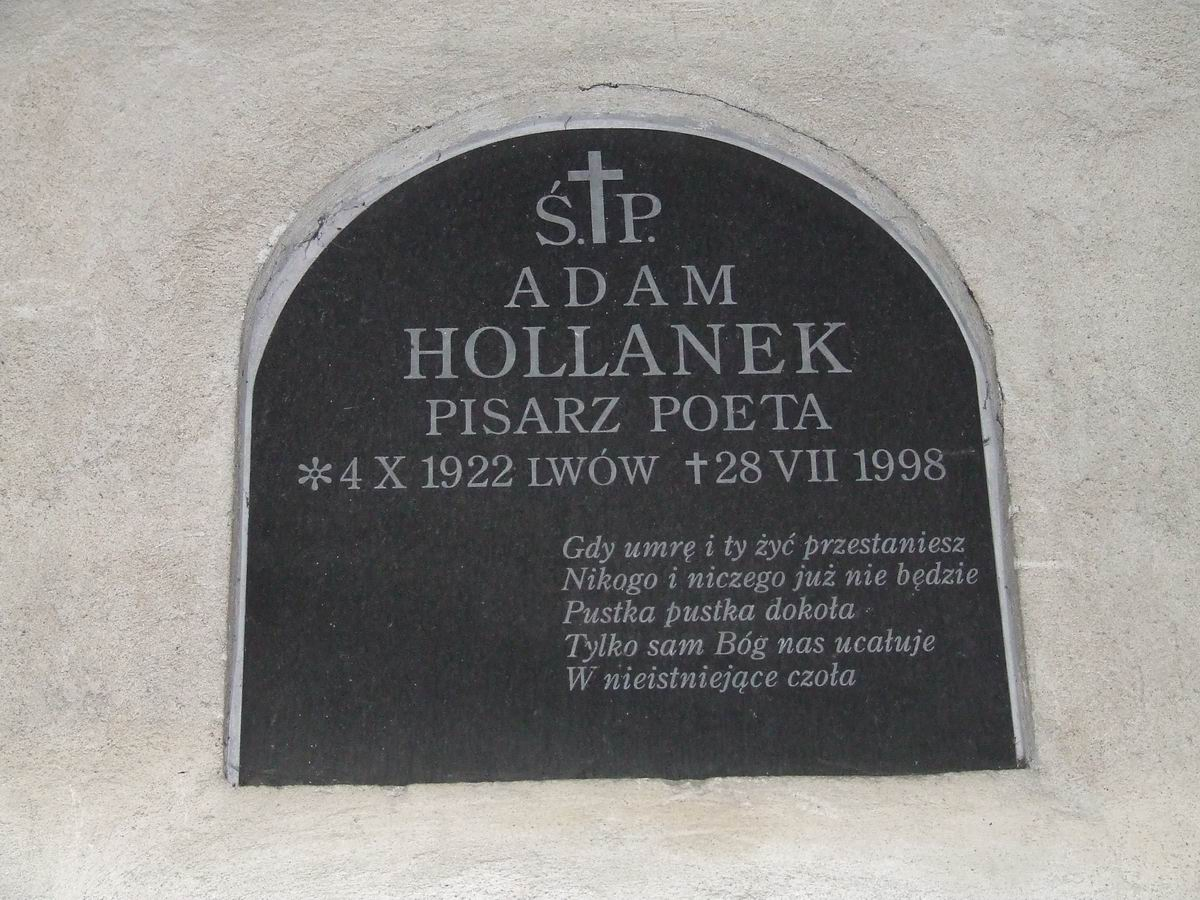
Grób Adama Hollanka na Starych Powązkach w Warszawie

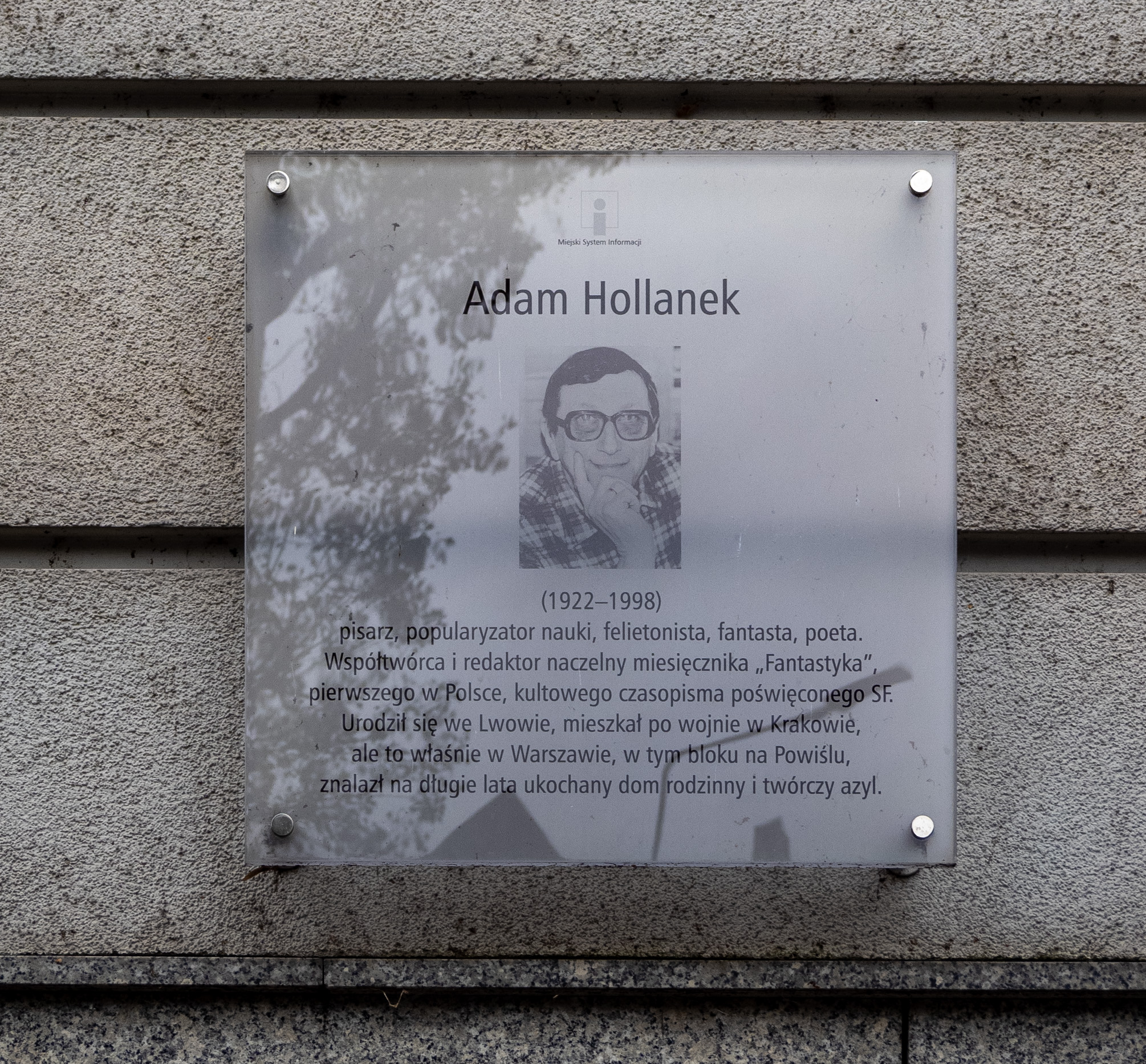
Tablica pamiątkowa na bloku przy ul. Górnośląskiej 3 w Warszawie

Adam Hollanek (ur. 4 października 1922 we Lwowie, zm. 28 lipca 1998 w Zakopanem) – polski pisarz i publicysta, autor utworów sensacyjnych i fantastycznonaukowych, współzałożyciel miesięcznika „Fantastyka” (1982).

## Życiorys
Od urodzenia mieszkał we Lwowie, tam uczęszczał do III gimnazjum im. Stefana Batorego, gdzie angażował się w życie kulturalne szkoły: organizował koło literackie i teatralne, założył gazetkę szkolną „Nurtem Skamandra”. 
W czasie okupacji Lwowa karmił wszy w Instytucie Badań nad Tyfusem Plamistym i Wirusami prof. Rudolfa Weigla. Po zdaniu matury studiował w Studiu Aktorskim Teatru Polskiego, także uczestniczył w konspiracyjnych wieczorach literackich. Gdy Lwów został zajęty przez ZSRR, współpracując z teatrem, zorganizował – pierwsze po wojnie – wystawienie Warszawianki Wyspiańskiego. Debiutował w „Żołnierzu Polskim”.
Po ekspatriacji do Krakowa, gdzie po powstaniu warszawskim, w którym zginęli ojciec i brat, przebywała wówczas matka, studiował anglistykę na Wydziale Humanistycznym Uniwersytetu Jagiellońskiego. W latach 1945–1946 pracował jako dyrektor programowy Polskiego Radia w Krakowie. W latach 1948–1949 – praca w Głosie Anglii. Potem po odsunięciu od możliwości zarobkowania publikował pod licznymi pseudonimami m.in. w „Gazecie Krakowskiej” oraz Dzienniku Polskim. Po przeprowadzce do Warszawy w roku 1970 – w „Trybunie Ludu”.
Założyciel i redaktor naczelny w 1956 tygodnika „Zdarzenia”, 1982 miesięcznika „Fantastyka”, 1990 miesięcznika „Nie z tej ziemi”. W roku 1990 odszedł ze stanowiska redaktora naczelnego „Fantastyki” (później: „Nowej Fantastyki”), lecz pozostał jej stałym felietonistą. Autor ponad 30 powieści i książek popularnonaukowych. Jako pisarz fantastycznonaukowy debiutował w 1958 powieścią Katastrofa na „Słońcu Antarktydy”.
Pod koniec życia wspierał i uczestniczył w działaniach Towarzystwa Miłośników Lwowa i Kresów Wschodnich. Zmarł w wieku 75 lat na wakacjach w Zakopanem. Został pochowany na Starych Powązkach w Warszawie w katakumbach (rząd 105-3).
Na bloku przy ul. Górnośląskiej 3 w Warszawie znajduje się tablica upamiętniająca Adama Hollanka.

## Nagrody
- Nagroda Prezydenta World SF Prof. Organisation za Fantastykę i zasługi dla gatunku pisarskiego (1987)
- Nagroda Polskiej Akademii Nauk za popularyzowanie nauki (1986)
- Krzyż Kawalerski i Oficerski Orderu Odrodzenia Polski
- Nagroda dla najlepszego pisarza SF Europejskiego Stowarzyszenia SF (1987)

## Ważniejsze utwory

### Powieści
- Katastrofa na „Słońcu Antarktydy” (1958)
- Zbrodnia wielkiego człowieka (1960)
- Jeszcze trochę pożyć (1980)
- Olśnienie (1982)
- Kochać bez skóry (1983)
- Ja z Łyczakowa (1991)
- Księżna z Florencji (1988)
- Pacałycha (1996)
- Mudrahela: Tragiczna opowieść lwowska (1997)

### Zbiory opowiadań
- Plaża w Europie (Wydawnictwo Literackie, 1967)
- Muzyka dla was, chłopcy (1975; opowiadania: Bart Szesnaście, Skasować drugie ja, Za wszelką cenę powrócić, Muzyka dla was, chłopcy)
- Ukochany z Księżyca (1979; opowiadania: Ukochany z Księżyca, Jak koń trojański, Punkt, Aparat też chce żyć, Oni już tu są, Łazarzu wstań)
- Bandyci i policjanci (Czytelnik, 1982)
- Skasować drugie ja (1989; opowiadania: Każdy może być Faustem, Skasować drugie ja, Jak koń trojański, Nie można go spalić, Muzyka dla was, chłopcy)
- Pies musi wystrzelić (Świat Książki, 2009)

### Książki popularnonaukowe
- Węgiel nasze czarne złoto (1954)
- Niewidzialne armie kapitulują (1954)
- Sprzedam śmierć (1961)
- Skóra jaszczurcza (1965)
- Lewooki cyklop (1966)
- Nieśmiertelność na zamówienie (1973)
- Błysk milionów świec (1976)
- Sposób na niewiadome (1978)

### Eseje
- Geniusz na miarę epoki („Fantastyka” 3/86)
- A jednak romantyzm („Fantastyka” 2/88)

### Poezja
- Pokuty (1987)
- Ja – koń, ja Żyd (1995)
- Landszafty (1996)